# Франкі (Великопольське воєводство)
Франкі (пол. Franki) — село в Польщі, у гміні Рихвал Конінського повіту Великопольського воєводства.
Населення — 194 особи (2011).
У 1975-1998 роках село належало до Конінського воєводства.

## Демографія
Демографічна структура станом на 31 березня 2011 року:
|          | Загалом | Допрацездатний вік | Працездатний вік | Постпрацездатний вік |
| -------- | ------- | ------------------ | ---------------- | -------------------- |
| Чоловіки | 108     | 26                 | 73               | 9                    |
| Жінки    | 86      | 11                 | 57               | 18                   |
| Разом    | 194     | 37                 | 130              | 27                   |